# فرودگاه گراتیت کمیونیتی
فرودگاه گراتیت کمیونیتی (به انگلیسی: Gratiot Community Airport) یک فرودگاه همگانی با کد یاتا AMN است که یک باند فرود آسفالت دارد و طول باند آن ۱۵۲۴ متر است. این فرودگاه در کشور ایالات متحده آمریکا قرار دارد و در ارتفاع ۲۲۹٫۸ متری از سطح دریا واقع شده‌است.